# Everlast/Eminem-Fehde
|                 |               |
| Everlast (2015) | Eminem (2009) |

Die Fehde zwischen den US-amerikanischen Rappern Everlast und Eminem, im Jargon auch „Beef“ genannt, begann im Jahr 2000 und dauerte schätzungsweise ein bzw. knapp zwei Jahre.

## Ereignisse

### Der Auslöser
Die Wege beider Rapper haben sich erstmals vor einem Konzert im Jahr 1999 gekreuzt. Über den Beginn der Fehde gibt es von beiden Seiten verschiedene Angaben. Eminem behauptet, dass er Everlast nicht gegrüßt habe, weil er ihn nicht erkannt habe, und Everlast habe ihn auch nicht angesprochen. Everlast hingegen behauptet, dass er Eminem zu seinem Erfolg gratulieren wollte, doch Eminem habe ihn abgewiesen.

### Beef
Fest steht dagegen, dass Eminem auf dem Song Ear Drums Pop (Remix) von Dilated Peoples, auf dem Everlast als Gastrapper vertreten ist, erstmals von letzterem mit den Worten „…Cock my hammer, spit a comet like Haley/I buck a .380 on ones that act shady…“, was sinngemäß übersetzt „Ich spanne den Hahn, ich spucke einen Komet wie Haley/Ich feuer eine .38er auf Leute, die sich verdächtig verhalten …“, gedisst wird. Wobei Haley auch der Name von Eminems Tochter ist, und shady auf einen seiner Künstlernamen Slim Shady anspielt.
Eminem antwortete mit dem Disstrack I Remember (Dedication to Whitey Ford). Das Lied ist auf der B-Seite der Vinylversion der Single Shit on You seiner Gruppe D12 enthalten. Auf dem Song disst er Everlast für seine Bluesmusik, die er nach seiner Zeit mit House of Pain gemacht habe. Er verriet, dass er früher, als Everlast noch bei Ice-Ts Label Rhyme Syndicate unter Vertrag stand, ihn und seine Musik gemocht habe, dass Everlast aber anschließend seinen „Style“ geändert habe und dann „lächerlich“ klang. Zum Schluss riet er Everlast, keine .380er ACP „Sissy-Knarre“ zu benutzen, wenn er ihn erschießen wolle, sondern eine „echte Knarre“.
Everlast disste Eminem mit dem Stück Whitey’s Revenge zurück, das nur auf seiner offiziellen Website zum kostenlosen Download zur Verfügung stand. Darin fordert er Eminem auf, die Mikrofone beiseitezulegen und zu „kämpfen“. Mit seinen blonden Haaren sehe er zudem aus wie Marilyn Monroe. Er habe sich viele Feinde gemacht, die jedoch nur zu Promotionszwecken galten. Eminems Crew (mit der er wahrscheinlich D12 meint) habe ihn freundlich gegrüßt und ihm gesagt, sie mögen die Lieder What It’s Like und Praise the Lord (die beide auf Everlasts zweitem Studioalbum Whitey Ford Sings the Blues drauf sind). Er könne nicht mal auf seine Frau aufpassen und solle seine Tochter zu einem Vaterschaftstest bringen. Das Lied endet mit Everlasts wiederholter Aussage, Eminem solle beim nächsten mal kommen und „mit seinen Händen sprechen“.
Gemeinsam mit D12 antwortete Eminem mit dem Track Quitter, auf dem sie sich unter anderem über Everlasts angeborenen Herzfehler lustig machen. Das Lied ist dem Battle-Rap zuzuordnen. Eminem wirft Everlast zudem vor, nicht reimen zu können. Während Everlast 49.000 Einheiten in der ersten Woche verkauft habe, habe Eminem 2 Millionen verkauft.
Eine Antwort auf Quitter gab es von Everlast nicht, stattdessen erklärte er in Interviews, dass seiner Meinung nach alles gesagt sei und er nicht mehr auf mögliche weitere Sticheleien oder Disstracks von Eminem oder D12 reagieren werde. Weil Eminem in Quitter die Gruppe Dilated Peoples indirekt disst, antwortete die Gruppe mit dem Track Search 4 Bobby Fisher.
In einem Interview mit TRL meinte DJ Lethal, dass Everlast als Sieger aus einem Kampf mit Eminem hervorgehen würde. Eminem ließ dies nicht auf sich sitzen und publizierte erneut einen Disstrack mit dem Namen Girls, der jedoch hauptsächlich gegen DJ Lethal und Limp Bizkit gerichtet ist. Auf dem Lied verrät Eminem, dass Limp Bizkit ursprünglich auf dem Song Quitter gefeaturet werden sollten, doch Frontmann Fred Durst das Vorhaben im letzten Moment absagte.

### Das Ende
Der Beef verebbte anschließend, es gab keinen Diss mehr von beiden Seiten. In einem Interview mit laut.de, welches am 14. Mai 2004 veröffentlicht wurde, erklärte Everlast den Beef für beendet. Auch Eminem gab, allerdings deutlich später im Jahr 2010, das Ende des Beefs in einem Interview mit Vibe bekannt, es bestehe seitdem ein gegenseitiger Respekt zwischen ihm und Everlast. Deutlich wird dies auch bei dem Lied Baby, welches auf Eminems achtem Studioalbum The Marshall Mathers LP 2 zu hören ist, auf dem er die Zeilen „…a mixture of Whitey Ford and Mighty Thor, I Everlast, pen is mightier than sword…“ rappt, was übersetzt in etwa „… Eine Mischung aus Whitey Ford und Mighty Thor, Ich, Everlast, Stift ist mächtiger als ein Schwert …“ bedeutet. Auf Busta Rhymes’ Single Calm Down, auf der Eminem gefeaturet wird, ist auch Everlast als Gastrapper vertreten, allerdings sind beide auf verschiedenen Versionen des Songs zu hören.

## Disses und Disstracks (chronologisch)
- Dilated Peoples – Song Ear Drums Pop (Remix) (feat. Defari, Phil Tha Agony, Planet Asia, White E. Ford)
- Eminem – I Remember (Dedication to Whitey Ford)
- Everlast – Whitey’s Revenge
- Eminem & D12 – Quitter
- Eminem – Girls